# Theodore Thomson Flynn

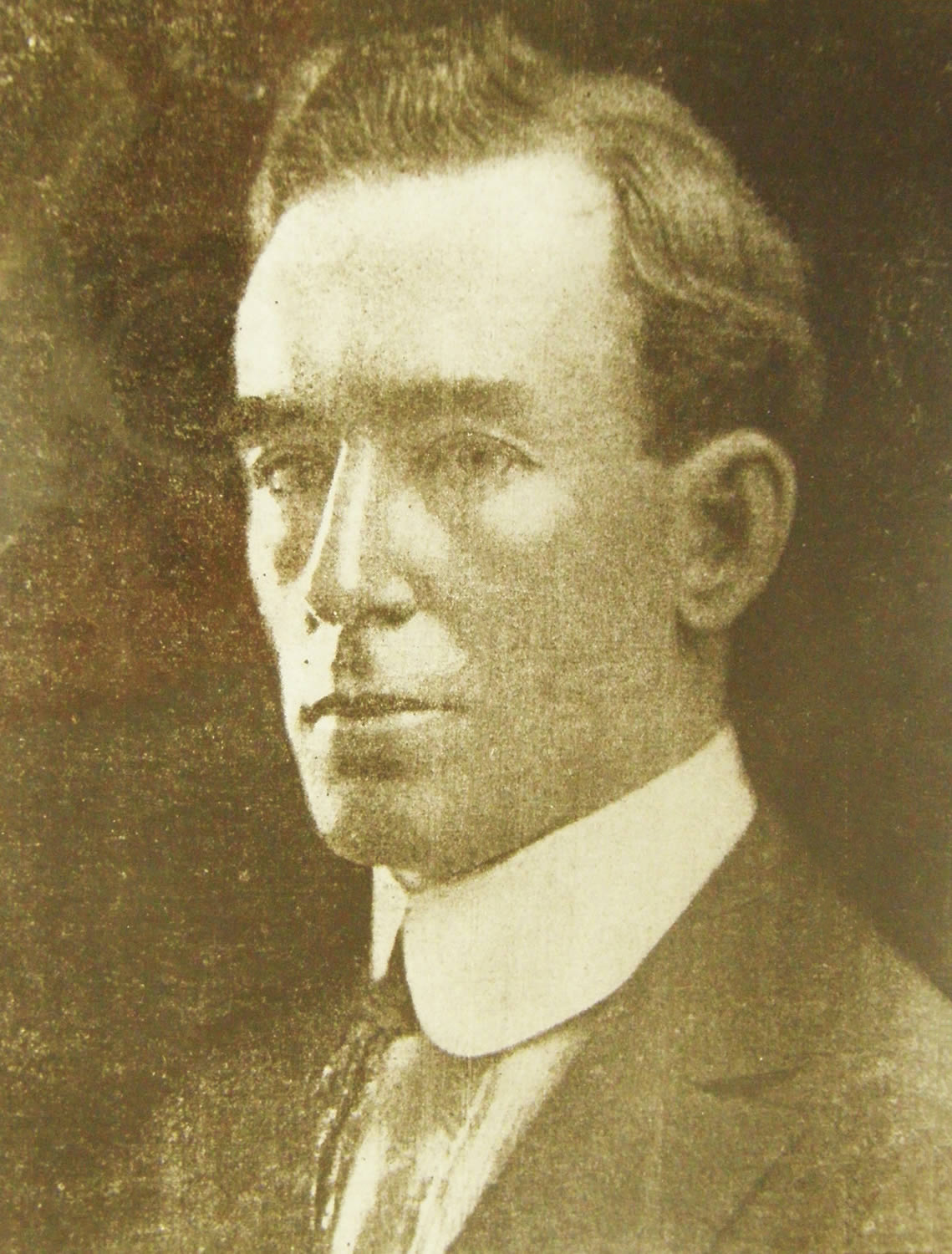
Theodore Thomson Flynn (1923)

Theodore Thomson Flynn (* 11. Oktober 1883 in Coraki; † 23. Oktober 1968 in Liss (Hampshire), Vereinigtes Königreich) war ein australischer Zoologe und Meeresbiologe.

## Leben
Theodore Thomson Flynn kam am 11. Oktober 1883 in Coraki, New South Wales als Sohn des Getränkesirup-Herstellers John Thompson Flynn und dessen Frau Jessie, geborene Thomson, zur Welt. Er wurde an der Fort Street High School in Sydney unterrichtet, besuchte später das Sydney Training College for Teachers und schließlich die Universität Sydney, wo er 1907 seinen Bachelor of Science (B.Sc.) erhielt. Von 1907 bis 1909 unterrichtete er an verschiedenen Schulen in Newcastle und Maitland.
Am 23. Januar 1909 heiratete er in Sydney Lily Mary (Marelle) Young, eine Nachfahrin von Edward „Ned“ Young, Midshipman und Meuterer der Bounty. Kurz darauf zog das Paar nach Hobart, wo Flynn an der University of Tasmania Biologie unterrichtete. Bereits am 20. Juni 1909 kam in Hobart der gemeinsame Sohn Errol, der spätere Filmschauspieler und Hollywoodstar, zur Welt.

### Ralston-Professur an der University of Tasmania
Anfang 1911 erlangte die University of Tasmania Zugriff auf größere Geldsummen über eine Stiftung aus dem Erbe des kurz zuvor verstorbenen John Ralston. In den Verhandlungen zwischen der Universität und der Stiftungsverwaltung wurde festgelegt, dass ein neuer Lehrstuhl für Biologie („Ralston-Professur“) eingerichtet werden sollte, für den Flynn als erster „Ralston-Professor“ vorgeschlagen wurde. Die Ergebnisse der Verhandlungen wurden am 24. Februar 1911 in der Tageszeitung „The Mercury“ veröffentlicht. Flynn sollte sich hauptsächlich mit der Erforschung von Pilz- und Bakterienerkrankungen der tasmanischen Fauna und Flora, allgemein mit Themen zur Bakteriologie sowie mit der Anatomie und Entwicklung der tasmanischen Beuteltiere beschäftigen. Ein weiterer, ursprünglich vorgesehener Forschungsschwerpunkt zur „Naturgeschichte und Entwicklung der wirtschaftlich nutzbaren Fische Tasmaniens“ wurde dagegen vorübergehend ausgesetzt.
Flynn hatte zuvor bereits Forschung zur Anatomie der tasmanischen Beuteltiere betrieben und schon am 1. März 1911, an dem Tag, an dem er seine Stelle als „Ralston-Professor“ eigentlich erst antreten sollte, erschien eine Arbeit über die weiblichen Fortpflanzungsorgane des Beutelteufels.
Vom 12. November bis zum 14. Dezember 1912 befand er sich als Biologe an Bord der Aurora auf deren Fahrt zur Macquarieinsel. Die Fahrt wurde im Rahmen der Australasiatischen Antarktisexpedition (AAE; 1911–1914) unter der Leitung von Douglas Mawson durchgeführt, kurz bevor die Aurora erneut in die Antarktis aufbrach um Mawson und seine Männer aus ihrem Basislager in der Commonwealth-Bucht abzuholen.

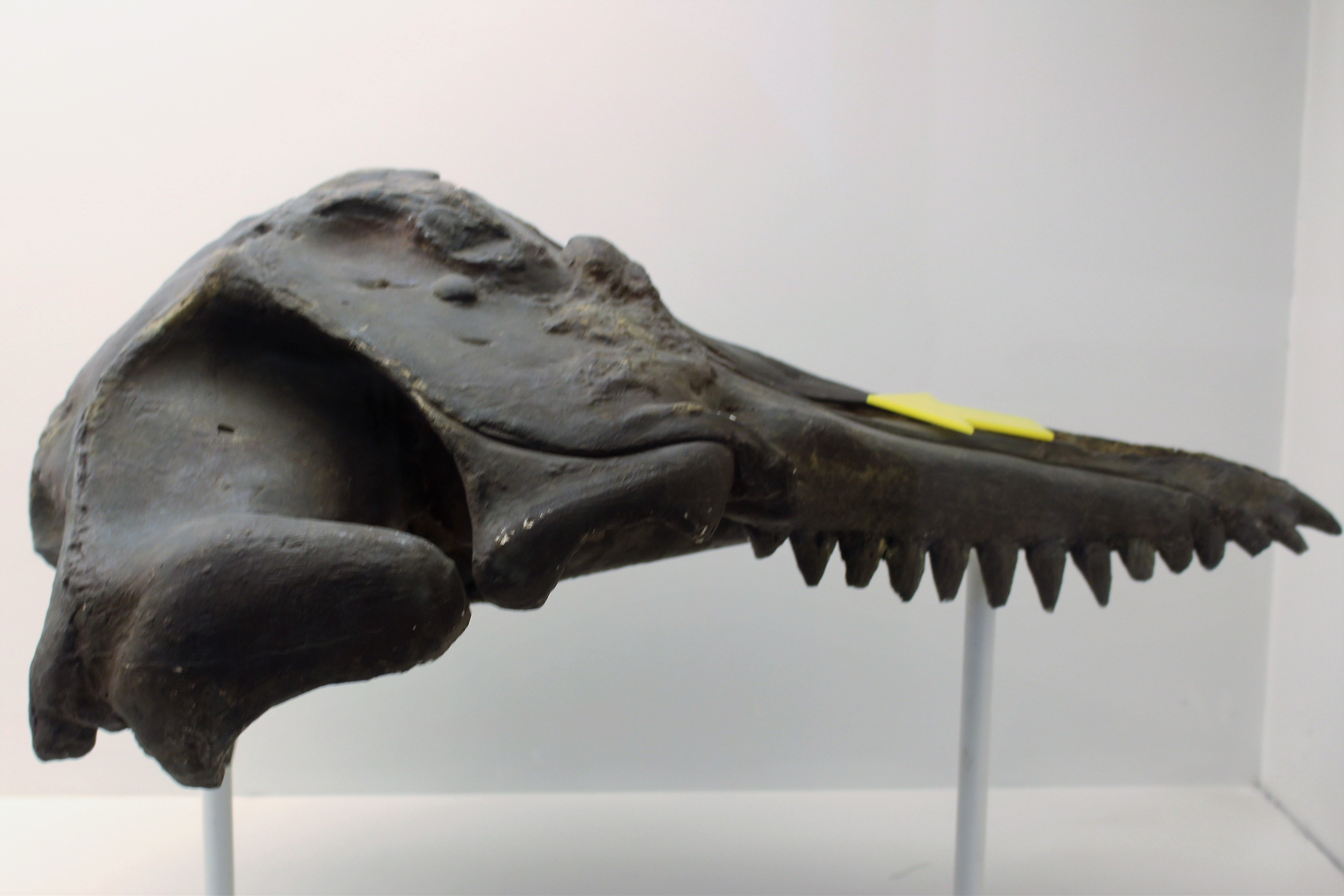
Prosqualodon davidis; Schädelreplik

Neben seinen Arbeiten zur Embryologie der Beuteltiere, für die er 1921 einen Doktortitel der Universität Sydney erhielt, begann er sich zunehmend für Meeresbiologie zu interessieren und ab 1915 war er als Beauftragter („royal commissioner“) für Fischereibelange zuständig. In diesem Zusammenhang veröffentlichte er nicht nur mehrere Arbeiten über Asselspinnen, sondern untersuchte auch den dramatischen Rückgang der Jakobsmuschelbestände im Mündungsgebiet des Derwent in den Jahren 1918/19.
Im Dezember 1919 wurde Flynns zweites Kind, die Tochter Norah Rosemary, geboren.
In den 1920er-Jahren setzte Flynn die Arbeit an seinen beiden Hauptinteressensgebieten, den Beuteltieren und den Asselspinnen, fort, fand jedoch auch immer wieder Gelegenheit sich anderen Themen zu widmen. So veröffentlichte er etwa 1922/23 eine kurze Arbeit über einen Süßwasserschwamm, den ein begeisterter Hobbyforscher in der Gegend um Wynyard gefunden hatte ebenso wie die Beschreibung des Kadavers eines seltenen Layard-Wals, der 1918 in der Recherche Bay an Land gespült worden war. Den fossilen Überresten eines Zahnwales (Prosqualodon davidis), die er selbst in der Gegend um Wynyard gefunden hatte, widmete er ab 1920 gleich mehrere Arbeiten. Die mehrfachen Aufforderungen Mawsons für die Expeditionsberichte der AAE eine Arbeit über die gesammelten Asselspinnen zu verfassen, ignorierte er hingegen völlig.

### Professur an der Queen’s University Belfast
1930 verließ er Hobart in Richtung London, wo er einerseits seine Forschungen zur Embryologie der Beuteltiere weiterführen wollte und andererseits für die Australasian Association for the Advancement of Science Geldmittel zur Finanzierung einer geplante Expedition in den Südwesten Tasmaniens auftreiben sollte. Am 31. Juli 1931 berichtete „The Mercury“, dass es Flynn gelungen sei in England Zusagen zur finanziellen Unterstützung des Vorhabens in Höhe der Hälfte der vorveranschlagten Kosten zu erlangen. Aber Flynn hatte in Europa noch mehr erreicht. Bereits im Januar 1931 sicherte die Rockefeller-Stiftung ihm und seinem Kollegen James Peter Hill finanzielle Unterstützung bei der Erforschung Keimentwicklung der Kloakentiere zu und im Juni 1931 wurde ihm der Lehrstuhl für Zoologie an der Queen’s University Belfast angeboten. Im Herbst 1931 kehrt er kurz nach Hobart zurück um seine dortigen Angelegenheiten zu regeln und seinen letzten Jahresbericht an die Ralston-Stiftung abzuliefern. Die Ursache für seinen plötzlichen Wechsel nach Europa dürfte wohl darin liegen, dass die Ralston-Stiftung beschlossen hatte Flynns durchaus großzügiges Gehalt als „Ralston-Professor“ auf das Niveau einer einfachen Dozentenstelle zu kürzen.
Flynn blieb bis zu seiner Emeritierung 1948 an der Queen’s University. Zwischen 1939 und 1947 publizierte er gemeinsam mit Hill mehrere Arbeiten zur Keimentwicklung der Kloakentiere. Gleichzeitig beschäftigte er sich auch wieder mit „seinem“ Prosqualodon davidis. Eine ausführlichere Beschreibung des fossilen Wals wurde allerdings erst kurz vor seiner Emeritierung veröffentlicht. Neben seiner Lehr- und Forschungstätigkeit war Flynn auch Direktor der zur Queen’s University gehörenden meeresbiologischen Station in Portaferry.
Während des Zweiten Weltkrieges war er im Zuge des Belfast Blitz als „Chief Casualty Officer“ im Zivilschutz tätig. 1945 wurde er dafür zum Member des Order of the British Empire (MBE) erhoben.

### Ruhestand
Nach seiner Emeritierung zog sich Flynn zunächst nach Jamaika zurück, wo sein Sohn Errol ein großes Anwesen besaß. Anfang der 1950er Jahre unterhielt er dort engen Kontakt mit der australischen Komponistin Peggy Glanville-Hicks, die ihm im 1953 ihre Oper „The Transposed Heads“ widmete. Einige Jahre später kehrte er allerdings nach England zurück um, wiederum mit finanzieller Unterstützung der Rockefeller-Stiftung, den wissenschaftlichen Nachlass seines kurz zuvor verstorbenen Kollegen Hill zu bearbeiten.
Theodore Thomson Flynn verstarb am 23. Oktober 1968 in einem Pflegeheim in Liss (Hampshire).

## Dedikationsnamen

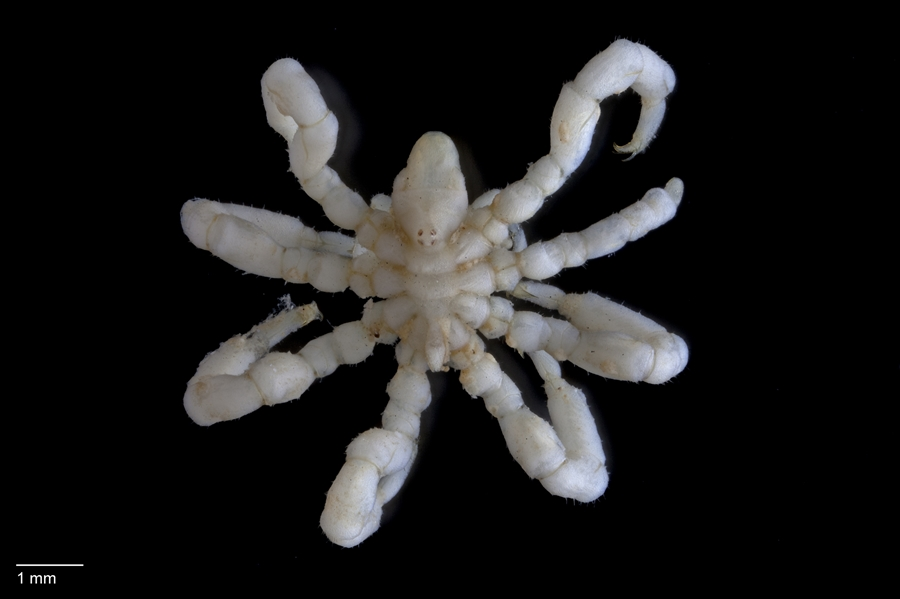
Pycnothea flynni

- Der Flynn-Lake, ein See im Westen der Macquarieinsel, trägt seinen Namen.
- Parapolyeunoa flynni: Ein Vielborster; die Typusexemplare waren von Flynn gesammelt worden und wurden 1921 durch William Blaxland Benham als Hololepidella flynni erstbeschrieben.[25]
- Pycnothea flynni: Eine Asselspinne; Der Erstbeschreiber der Art liefert zwar keine Erklärung für die Namenswahl, bedankt sich in der Einleitung jedoch ausdrücklich bei Flynn.[26]
- Reomkago flynni: Ein Plattwurm; die Art wurde 1915 durch Arthur Dendy als Geoplana flynni erstmals beschrieben[27] und 1991 von Leigh Winsor in die Gattung Reomkago gestellt.[28]

## Trivia
In Errol Flynns dokumentarischem Kurzfilm „Cruise of the Zaca“ ist neben dem US-amerikanischen Ichthyologen Carl Hubbs auch Theodore Thomson Flynn zu sehen.